# Shigeyoshi Suzuki
Shigeyoshi Suzuki (Fukushima, 13 ottobre 1902 – 20 dicembre 1971) è stato un allenatore di calcio e calciatore giapponese, di ruolo attaccante.

## Carriera da giocatore

### Club
Suzuki fu fra i fondatori della squadra di calcio della Waseda University Senior and Junior High School (早稲田大学高等学院・中学部 Waseda Daigaku Kōtō Gakuin Chūgakubu) nel 1921, nonché della squadra dell'Università di Waseda nel 1924. A Waseda giocò con molti giocatori della nazionale giapponese, tra cui Haruo Arima, Misao Tamai, Tamotsu Asakura, Shigeru Takahashi, Shōjirō Sugimura, Nagayasu Honda, Kō Takamoro e Michiyo Taki.

### Nazionale
Nell'agosto del 1927, Suzuki venne convocato dalla Nazionale del Giappone per partecipare ai VIII Giochi dell'Estremo Oriente che si tennero a Shanghai, in Cina. Debuttò nel torneo il 27 agosto come capitano nella partita contro la Repubblica di Cina. Il 29 agosto, giocò e segnò un gol contro le Filippine, in quello che fu il primo incontro vinto dalla rappresentativa del Giappone in una competizione internazionale.

## Allenatore
Nel 1930, Suzuki divenne l'allenatore della Nazionale per i IX Giochi dell'Estremo Oriente del 1930 a Tokyo. Nel 1936, fu nuovamente chiamato come commissario tecnico alle Olimpiadi di Berlino del 1936. La squadra vinse 3-2 in rimonta una storica partita contro la forte Svezia: questa prima vittoria in una competizione olimpica verrà ricordata in Giappone come il "Miracolo di Berlino" (ベルリンの奇跡). Nel 2016, quella formazione è stata inserita nella Hall of Fame del calcio giapponese.

## Dirigente
Contribuì nel 1921 all'organizzazione dell'All-Japan Championship Tournament (ora Coppa dell'Imperatore) come membro della Federazione calcistica del Giappone (JFA) appena costituita. 
Fu segretario della JFA dal 1931 al 1938, membro del consiglio di amministrazione (1931-1933) e poi direttore esecutivo della Greater Japan Sports Association dal 1933 al 1935, e presidente del club Waseda WMW.
Dopo la seconda guerra mondiale, Suzuki lavorò nel settore assicurativo e fu dirigente della Kyoei Fire & Marine Insurance Company. Morì il 20 dicembre del 1971 all'età di 69 anni e nel 2007 entrò a far parte della Hall of Fame del calcio giapponese.

## Statistiche

### Cronologia presenze e reti in Nazionale
| Cronologia completa delle presenze e delle reti in nazionale ― Giappone | Cronologia completa delle presenze e delle reti in nazionale ― Giappone | Cronologia completa delle presenze e delle reti in nazionale ― Giappone | Cronologia completa delle presenze e delle reti in nazionale ― Giappone | Cronologia completa delle presenze e delle reti in nazionale ― Giappone | Cronologia completa delle presenze e delle reti in nazionale ― Giappone | Cronologia completa delle presenze e delle reti in nazionale ― Giappone | Cronologia completa delle presenze e delle reti in nazionale ― Giappone |
| Data                                                                    | Città                                                                   | In casa                                                                 | Risultato                                                               | Ospiti                                                                  | Competizione                                                            | Reti                                                                    | Note                                                                    |
| ----------------------------------------------------------------------- | ----------------------------------------------------------------------- | ----------------------------------------------------------------------- | ----------------------------------------------------------------------- | ----------------------------------------------------------------------- | ----------------------------------------------------------------------- | ----------------------------------------------------------------------- | ----------------------------------------------------------------------- |
| 27-8-1927                                                               | Shanghai                                                                | Repubblica di Cina                                                      | 5 – 1                                                                   | Giappone                                                                | Giochi dell'Estremo Oriente 1927                                        | -                                                                       |                                                                         |
| 29-8-1927                                                               | Shanghai                                                                | Filippine                                                               | 1 – 2                                                                   | Giappone                                                                | Giochi dell'Estremo Oriente 1927                                        | 1                                                                       |                                                                         |
| Totale                                                                  |                                                                         | Presenze                                                                | 2                                                                       |                                                                         | Reti                                                                    | 1                                                                       |                                                                         |